# Uncharted: Golden Abyss Original Soundtrack
Uncharted: Golden Abyss Original Soundtrack é a trilha sonora do videogame de ação e aventura de 2011 Uncharted: Golden Abyss, desenvolvido pela Bend Studio. Composto por Clint Bajakian e executado pela Nexus Session Orchestra, foi lançado em 22 de fevereiro de 2012 pela editora do jogo, Sony Computer Entertainment.

## Produção
Pela primeira vez na franquia, Greg Edmonson não retorna como o principal responsável pela música do jogo, devido ao excelente trabalho de Clint Bajakian em Uncharted 3: Drake's Deception, a Naughty Dog o indicou para trabalhar no jogo da Bend.  A trilha sonora do jogo foi gravada pela Ocean Way Studios de Nashville sob a liderança de Alan Umstead. Foram usadas muitas peças musicais diversas, criando muitas melodias memoráveis que incluem instrumentos variados como harpas, instrumentos tribais, cantos étnicos e até corais gregorianos.

## Lançamento
Uncharted 3: Drake's Deception foi lançado primeiro no Japão em 17 de dezembro de 2011 com o lançamento do PlayStation Vita, porém sua trilha sonora só ficou disponível em 22 de fevereiro de 2012 que foi o lançamento do console e do jogo em território europeu.

## Recepção
A recepção foi de mediana à alta, para Simon Elchlepp da VGMOnline, a trilha faz um bom trabalho em pontuar suas locações e até alguns de seus protagonistas secundários, mas deixa seu personagem principal sem uma identidade musical, ainda assim a trilha faz uma entrada digna na franquia Uncharted.. Para o site Corrupt Save File, Greg Edmonson ficaria orgulhoso do tom que Clint criou para este título. Jáno Stiviwonder a trilha sonora sinfônica é marcante na mesma veia enfática, dramática e ambiental de Greg Edmonson e alguns temas centrais para personagens e lugares são especialmente notáveis e belos.

## Lista das faixas
Todas as faixas escritas e compostas por Clint Bajakian, co-escrito por Greg Edmonson quando apontado. 
| Edição padrão  |                                 |                |         |  |
| N.º            | Título                          | Compositor(es) | Duração |  |
| 1.             | "In Search of the Sete Cidades" | Greg Edmonson  | 4:56    |  |
| 2.             | "A Fighting Chance"             |                | 2:11    |  |
| 3.             | "Ancient Mystery"               |                | 2:14    |  |
| 4.             | "Guerro's Theme"                |                | 1:51    |  |
| 5.             | "Trouble in the Rubble"         |                | 2:03    |  |
| 6.             | "The Sword of Steven"           |                | 3:18    |  |
| 7.             | "Chase's Theme"                 |                | 3:59    |  |
| 8.             | "Dante's Army"                  | Greg Edmonson  | 1:51    |  |
| 9.             | "Windows and Ropes"             | Greg Edmonson  | 2:14    |  |
| 10.            | "Snake Temple"                  | Greg Edmonson  | 2:56    |  |
| 11.            | "Protect Chase"                 |                | 2:05    |  |
| 12.            | "Quiviran Warrior"              |                | 2:18    |  |
| 13.            | "Lake of Ghosts"                | Greg Edmonson  | 4:20    |  |
| 14.            | "Mano a Mano"                   |                | 2:36    |  |
| 15.            | "Sete Cidades Theme"            |                | 3:56    |  |
| Duração total: | Duração total:                  | Duração total: | 42:48   |  |